# Brenda De Banzie
Brenda De Banzie, nata Brenda Doreen Mignon de Banzie (Manchester, 28 luglio 1909 – Haywards Heath, 5 marzo 1981), è stata un'attrice britannica.

## Biografia
Figlia del direttore d'orchestra Edward Thomas de Banzie, Brenda visse dal 1911 con la famiglia nella contea di Salford, nel Lancashire.
Debuttò sugli schermi britannici all'inizio degli anni cinquanta ed ebbe un primo ruolo significativo nel film Hobson il tiranno (1954), le cui riprese si svolsero proprio a Salford. L'attrice interpretò Maggie Hobson, l'astuta figlia maggiore dell'avaro e dispotico Henry Hobson (Charles Laughton). Due anni più tardi apparve in uno dei suoi film più celebri, L'uomo che sapeva troppo (1956) di Alfred Hitchcock, formando con Bernard Miles la coppia di coniugi inglesi che a Marrakesh rapisce il figlioletto di Ben e Jo McKenna (James Stewart e Doris Day), obbligandoli così a tacere su un complotto internazionale di cui i McKenna sono venuti a conoscenza, e costringendoli a intraprendere un'estenuante ricerca del bambino, tenuto in ostaggio a Londra.
Altro ruolo particolarmente significativo dell'attrice fu quello di Phoebe Rice, moglie infelice del comico Archie Rice (interpretato da Laurence Olivier) nel film Gli sfasati (1960), versione cinematografica del dramma The Entertainer di John Osborne. La De Banzie aveva già interpretato il medesimo ruolo anche a Broadway nella versione teatrale del dramma, ottenendo una candidatura al Tony Award. Tra le altre sue apparizioni sul grande schermo negli anni sessanta, da ricordare quelle in Torna a settembre (1961) e nella celebre commedia La Pantera Rosa (1963) di Blake Edwards.
Morì nel 1981, all'età di 71 anni, a causa di complicazioni insorte a seguito di un intervento chirurgico al cervello.

## Filmografia parziale
- L'assassino arriva di notte (The Long Dark Hall), regia di Reginald Beck, Anthony Bushell (1951)
- Hobson il tiranno (Hobson's Choice), regia di David Lean (1954)
- Pianura rossa (The Purple Plain), regia di Robert Parrish (1954)
- La pace torna in casa Bentley (As Long as They're Happy), regia di J. Lee Thompson (1955)
- Domani splenderà il sole (A Kid for Two Farthings), regia di Carol Reed (1955)
- Un dottore in altomare (Doctor at Sea), regia di Ralph Thomas (1955)
- L'uomo che sapeva troppo (The Man Who Knew Too Much), regia di Alfred Hitchcock (1956)
- L'uomo che vide il suo cadavere (House of Secrets), regia di Guy Green (1956)
- Passaporto per l'inferno (Passport to Shame), regia di Alvin Rakoff (1958)
- La signora non è da squartare (Too Many Crooks), regia di Mario Zampi (1959)
- I 39 scalini (The 39 Steps), regia di Ralph Thomas (1959)
- Gli sfasati (The Entertainer), regia di Tony Richardson (1960)
- Il marchio (The Mark), regia di Guy Green (1961)
- Torna a settembre (Come September), regia di Robert Mulligan (1961)
- Due mariti per volta (A Pair of Briefs), regia di Ralph Thomas (1962)
- Il delitto della signora Allerson (I Thank a Fool), regia di Robert Stevens (1962)
- La Pantera Rosa (The Pink Panther), regia di Blake Edwards (1963)
- L'ereditiera di Singapore (Pretty Polly), regia di Guy Green (1967)

## Doppiatrici italiane
- Andreina Pagnani in Hobson il tiranno
- Giovanna Scotto in Pianura rossa
- Wanda Tettoni in L'uomo che sapeva troppo
- Tina Lattanzi in L'uomo che vide il suo cadavere
- Rosetta Calavetta in Torna a settembre
- Renata Marini in La Pantera Rosa